# 阪本病院 (大阪府)
阪本病院（さかもとびょういん）は、医療法人聖和錦秀会が大阪府東大阪市西上小阪に設置する精神科病院である。

## 概要
精神科病床312床を備える精神科病院。また、救急告示病院（精神科）でもある。

## 診療科
- 精神科[2]
- 内科[2]
- 心療内科[2]
- 神経科[2]

## 医療機関の認定
- 保険医療機関[2]
- 労災保険指定病院[2]
- 生活保護法指定病院(中国残留邦人等の円滑な帰国の促進並びに永住帰国した中国残留邦人等及び特定配偶者の自立の支援に関する法律(平成6年法律第30号)に基づく指定医療機関を含む。)[2]
- 臨床研修病院[2]
- 結核指定病院[2]
- 原子爆弾被害者一般疾病医療取扱病院[2]
- 精神保健指定医の配置されている医療機関[2]
- 指定自立支援医療機関（精神通院医療）[2]
- 精神保健及び精神障害者福祉に関する法律(昭和25年法律第123号)に基づく指定病院又は応急入院指定病院[2]

## 施設
- 精神科デイケア・ナイトケア『なかまの家』
- 重度認知症デイケア『ふきのとう』

## 交通アクセス
- 近鉄大阪線「長瀬駅」下車徒歩約7分[3]
- 近鉄奈良線「河内小阪駅」下車徒歩約15分[3]

## 周辺
- 東大阪市立上小阪小学校
- 東大阪市立上小阪中学校

## 系列病院
- 錦秀会グループ
- 阪和病院（医療法人錦秀会）
- 阪和住吉総合病院（医療法人錦秀会）
- 阪和第二病院（医療法人錦秀会）
- 阪和記念病院（医療法人錦秀会）
- 阪和第二住吉病院（医療法人錦秀会）
- 阪和第一泉北病院（医療法人錦秀会）
- 阪和第二泉北病院（医療法人錦秀会）
- 神出病院（医療法人聖和錦秀会）
- 阪和いずみ病院（医療法人聖和錦秀会）

## 不祥事
- 2006年3月ー2011年2月 - 併設の訪問看護ステーション「すみれ草」で訪問看護療養費83,576,810円を不正取得。詳細は「訪問看護療養費誤請求（錦秀会グループページ内）」。
- 2022年3月29日（報道） - 認知症の入院患者に対し、胸や性器をさわるなどの性的虐待、乱暴な言葉遣いや、車椅子の前輪をあげて走るといった危険行為をしていたとの匿名通報を受け、大阪府が調査し10名程度の職員が関与したと発覚。府による精神保健福祉法に基づいた指導で病院は関与した15名のうち退職した2名をのぞく13名を厳重注意した[4][5][6]。同じ錦秀会グループの医療法人財団兵庫錦秀会 神出病院で2020年に複数の職員による入院患者への虐待が明らかになり、3名に実刑判決、3名に執行猶予付きの有罪判決が出た（神出病院虐待事件）。